# シェナブ川
シェナブ川（シェナブがわ、ヒンディー語:चनाब नदी、ウルドゥー語:دریائے چناب、パンジャーブ語:ਝਨਾਂ ਨਦੀ、カシミール語:چِناب دٔرؠ یاو）はインドとパキスタンを流れるインダス川水系の川。ヒマラヤ山脈の奥地ヒマーチャル・プラデーシュ州に発し、ジャンム・カシミール州からパンジャブ州を経過してサトレジ川と合わせ、インダス川に合流する。

## 歴史
シェナブ川は前期ヴェーダ時代より知られており、Chandrabhaga (サンスクリット語: अश्किनि चंद्रभाग)、Ashkini (अश्किनि) もしくは Iskmati (इस्कामति) といった名で知られており、また古代ギリシャ人も Acesines という名で知っていたとされる。紀元前325年、アレクサンドロス3世が遠征の途上でシェナブ川流域にインダスのアレクサンドリアを建設したと伝わる。
また、当時ジェルム川からシェナブ川にかけての地域はポロスの領土となっていた。

## 主な橋
- チャンド・ブリッジ
- シェナブ橋